# Moldavit

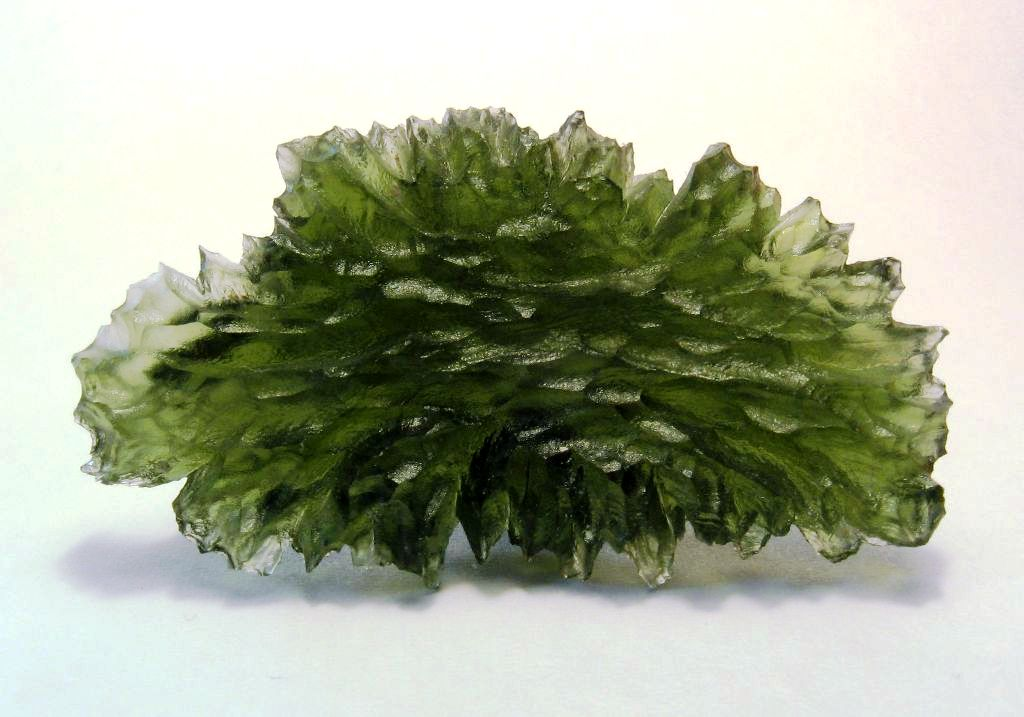
Moldavit din Besednice, Boemia

Moldavitul (în cehă Vltavín) este o piatră semi-prețioasă formată la impactul unui meteorit cu pământul, cu 15 milioane de ani în urmă. 

## Descriere
A fost numită astfel de către Armand Dufrénoy, după orașul Týn nad Vltavou (în germană Moldauthein) din Boemia (Republica Cehă).

### Culoare
Moldavitul are următoarele culori: kaki, verde, verde-măsliniu, verde-maroniu.

### Duritate
Duritatea moldavitului este de 5-5,5 pe scara Mohs.

### Luciu
Luciul moldavitului este sticlos spre mat.

## Varia
Moldavitul ar fi talismanul norocos